# 神戸電鉄朝鮮人労働者の像
神戸電鉄朝鮮人労働者の像（こうべでんてつちょうせんじんろうどうしゃのぞう）とは、兵庫県神戸市兵庫区に存在するモニュメント。本項ではこのモニュメントにまつわる歴史についても述べる。

## 概要
神戸電鉄湊川駅から徒歩10分のところに設置されている。神戸電鉄では1920年代から1930年代にかけて敷設工事が行われてきたが、その工事には数多くの朝鮮人労働者が動員されていた。山間部での工事現場では土砂災害が起こることもあり、そのときに少なくとも13人の朝鮮人労働者が犠牲となった。この犠牲者を追悼するために1996年に設置されたというモニュメントである。
このモニュメントは落合重信を代表とする ｢神戸電鉄敷設工事朝鮮人犠牲者を調査し追悼する会｣という団体の活動によって実現した。1992年より活動が行われ、神戸電鉄にも協力を求め、追悼式典も行ってきた。モニュメントが実現するまでの1995年に落合重信が死去。設置費用は募金で集めることとしていたが、目標金額の600万円に対して、285万円しか集まらなかった。足りない分は「むくげの会」から借り入れて賄った。1996年11月21日には除幕式が行われ、韓国在住の遺族も招かれた。台座には犠牲となった13人の名前が刻まれてた。
山野車輪の漫画作品である「在日の地図　新装改訂版　コリアタウン探訪記」にこの地域およびモニュメントが描かれている。ここではこのモニュメントは阪神・淡路大震災の翌年に建てられており、阪神・淡路大震災では130人の在日朝鮮人が犠牲になっているのに、最近よりもはるか昔の朝鮮人の死者を優先していたことを批判している。